# Stad (Sverige)

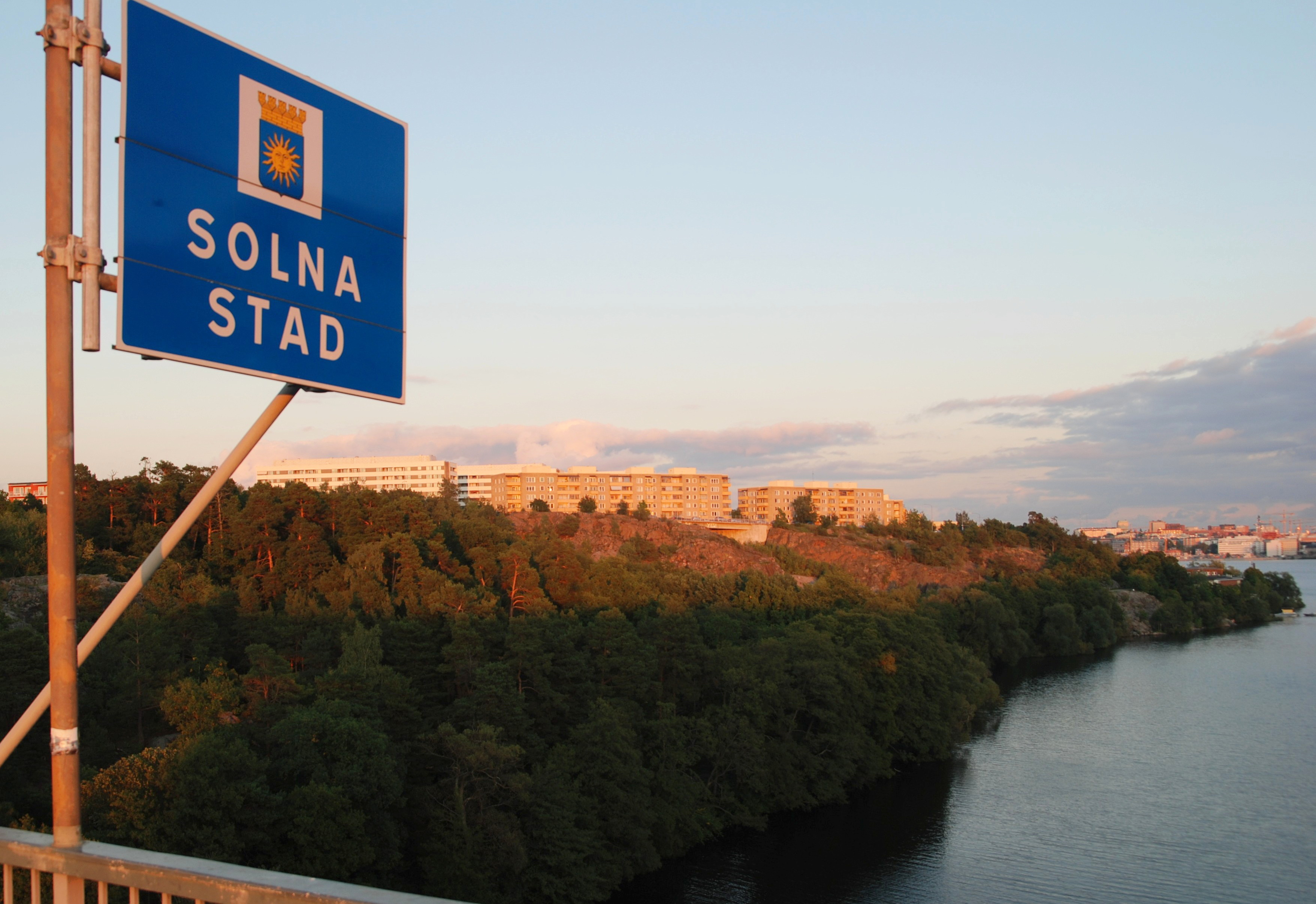
Solna stad är en av de 14 svenska kommuner som idag kallar sig för stad.

Stad (stor tätort som utgör självständigt administrativt centrum för region) är i Sverige ett begrepp som sedan kommunreformen 1971 saknar rättsstatus. Sverige har således inga städer i kommunalrättslig mening, och ordet används inte i atlaser och sällan i aktuell statistik för Sverige.  Stad används idag i Sverige inofficiellt dels om primärkommun som innefattar tidigare stadskommun, dels om de 133 större tätorter som har haft stadsrättigheter, och idag i många fall utgör centralort, innerstad eller stadskärna i storkommuner som bildades på 1950- och 60-talen. Fjorton svenska kommuner, vars centralort tidigare varit stadskommun, använder idag stad som del i namnet för hela kommunens administration. 
Ordets ursprungliga betydelse är "ställe, plats, ort", men kom i det svenska språket så småningom att åsyfta fornnordiskans köpstad. Enligt den stadslag som utarbetades 1349-1357 var en stad en fast handelsplats som av kungen erhållit stadsprivilegier. Från 1863 och fram till kommunreformen 1971 fanns särskilda kommunalrättsliga regler för de kommuner som var stadskommuner. Städer som bildats före tidiga 1900-talet hade rådhus och således egen domsaga och jurisdiktion.

## Vikingatiden
Vikingatida stadsliknande bebyggelse, med fast handelsplats, fanns i Uppåkra (där bebyggelse funnits sedan innan vår tideräkning, och som senare flyttades till Lund). Det fanns även i Köping på Öland, Birka och Gamla Uppsala i Svealand, samt Paviken på Gotland. Städer grundades vid slutet av 900-talet i Lund (som då var under dansk kung), Sigtuna och Skara.  

## Medeltid fram till 1863

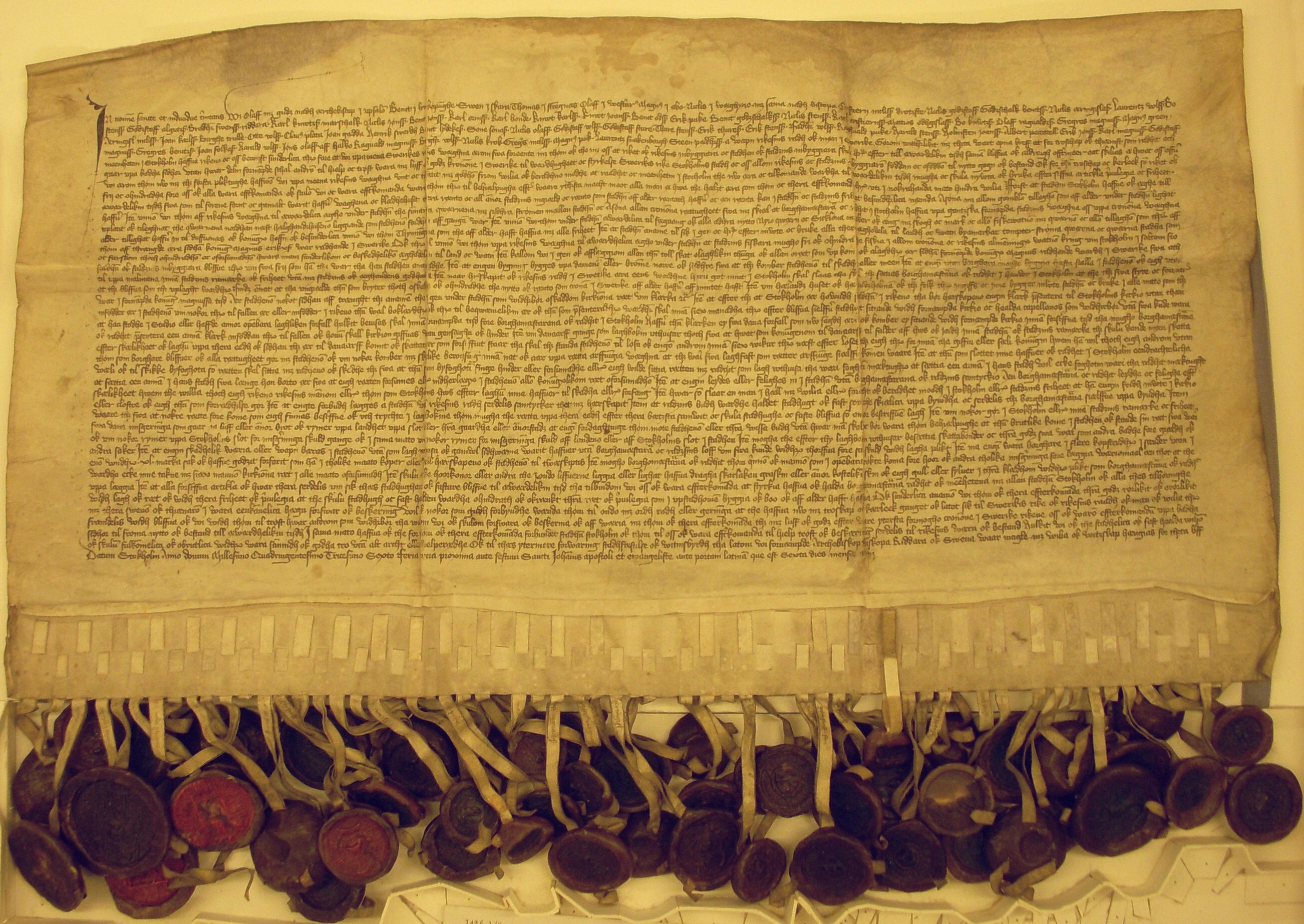
Privilegiebrevet för Stockholm skrevs 1436.

Städerna försågs under medeltiden av statsmakten med särskilda privilegier och hade en annan rättsordning än den omgivande landsbygden enligt kung Magnus Erikssons stadslag. De stadsbor som åtnjöt dessa privilegier kallades borgare. Under medeltiden fattade borgarna beslut vid byamot, regelbundna sammankomster som hölls i staden. Stadsmeninghetens beslutanderätt utövades senare vid allmän rådstuga, under ledning av borgmästare och råd, valda förtroendemän som samtidigt utgjorde domstol och högsta förvaltningsmyndighet. Privilegierna innebar att handel och köpenskap normalt inte fick bedrivas utanför städerna. Stadsnäringarna var hårt reglerade. 
Städer delades på 1500- och 1600-talet in i rotar, vilka med tiden fick liknande funktion som våra dagars stadsdelar, och hade betydelse för brandväsende, ordningsförhållanden och, i Stockholms rotemanssystem, folkräkning. Svenska städer som grundades på 1600-talet och senare var stadsplanerade. 
Stadstull var i Sverige en tullavgift som mellan år 1622 och 1810 erlades av den som förde in varor till försäljning genom stadens tullportar. Tullstaket byggdes kring städerna mellan tullportarna. 
Stadsprivilegiesystemet kom under 1800-talet att minska i betydelse. Skråväsendet avskaffades 1846.

## 1863-1970
Med 1862 års kommunalförordningar inrättades kommuner i såväl socknar som städer. De då 88 städerna lydde under "Förordning om kommunalstyrelse i stad" (SFS 1862:14) vars första paragraf fick följande lydelse: 
- Hvarje stad, med derunder lydande område, utgör för sig en särskild kommun, hvars medlemmar äga att sjelfve, efter hvad denna förordning närmare bestämmer, vårda sina gemensamma ordnings- och hushållnings-angelägenheter, så vidt icke, enligt gällande författningar, det tillkommer offentlig embetsmyndighet att dem handhafva."

Det som framför allt skilde städerna från landskommunerna var att dessa hade egen jurisdiktion det vill säga egna underrätter, kallade rådstuvurätter, senare rådhusrätter, till skillnad från landskommunerna vilka lydde under häradsrätter. Senare tillkom också tillämpningen av de så kallade stadsstadgorna. Under första hälften av 1900-talet inrättades ett stort antal nya städer. Antalet ökade från 92 år 1901 till 133 år 1951. Samtliga dessa (med undantag av Lysekils stad 1903-37) kom emellertid att sakna rådhusrätt, och blev stad under landsrätt. Av de mindre städerna förlorade många sin egen jurisdiktion, och när de kvarvarande rådhusrätterna förstatligades 1965 återstod endast cirka 30. 1930 kom nya kommunallagar, fortfarande två separata för landsbygd respektive stad. 1953 avskaffades magistratens ställning som stadsstyrelse när en ny gemensam kommunallag infördes. Därefter inrättades heller inga fler städer.

## Kommunreformen 1971
Fram till kommunreformen 1971 var stad en borgerlig primärkommun. De övriga var köping och landskommun. Med reformen infördes ett enhetligt kommunbegrepp. Detta berodde på att de flesta kommuner numera omfattar såväl landsbygd som tätbebyggelse, samt att inga juridiska skillnader längre finns mellan kommunerna. Stadsprivilegierna hade successivt urholkats ända sedan näringsfriheten infördes i mitten av 1800-talet. De städer, som nybildats under 1900-talet hade inte heller fått egen jurisdiktion utan lydde under häradsrätt. Under framför allt 1960-talet genomfördes vidare en mängd reformer som bidrog till att ytterligare minska de administrativa skillnaderna mellan stad och landsbygd. 1967 infördes en för hela riket enhetlig fögderiindelning under statligt huvudmannaskap; tidigare hade vissa städer haft egna uppbördsverk. Polisväsendet förstatligades 1965 samtidigt som magistraterna avvecklades och 1971 avskaffades städernas rådhusrätter och ersattes av tingsrätter. 1971 avskaffades slutligen också de sista små skillnaderna mellan städer och andra kommuner, bland annat olika namn på fullmäktige och styrelse.

## Efter 1971
Efter 1971 används ordet stad i flera inofficiella betydelser. På liknande sätt som Sveriges indelning i landskap och socknar har frysts, åsyftar stad ofta de 133 tätorter som var centralorter i kommuner med status som stad före 1960-talets stora kommunsammanslagningar, i synnerhet stadsbebyggelsen i tätorternas stadskärna eller innerstad, exempelvis i uttryck som "på stan" och "stadsbo".  I kommunaladministrativa uttryck såsom stadsarkitekt, stadsarkiv och stadshus, åsyftar "stads-" vanligen dagens storkommun, men ibland den stadskommun varur kommunen bildats.

### Kommuner som kallar sig städer
14 svenska kommuner benämner sig sedan mitten av 1980-talet själva "stad" i de sammanhang det är kommunalrättsligt möjligt. Det innebär att även kommunernas landsbygdsområden innefattas. I andra kommuner reserverar man benämningen för centralorten eller annan tätort med gamla stadstraditioner.

### Olika organisationers användning av ordet
Sveriges Kommuner och Regioner använder ordet storstad om kommun med mer än 200 000 invånare, och lade 2017 till kriteriet att kommunens största tätort måste ha minst 200 000 invånare. År 2010 uppfyllde Stockholm, Göteborg och Malmö kriteriet, och Uppsala kommun passerade den första gränsen 2011. Kriteriet ändrades eftersom Uppsala inte har karaktär av storstadsbebyggelse och Uppsala kommun inte har valt att beskriva staden som en storstad. Vidare använder man större stad om kommun med 50 000-200 000 invånare samt en tätortsgrad överstigande 70 procent, och som således inte är storstad, förortskommun eller pendlingskommun. 31 kommuner uppfyllde kriteriet år 2010. I dagligt tal förekommer även uttryck såsom mellanstor stad, mindre stad och småstad.